# Ortigueira
Ortigueira é um município brasileiro localizado na região central do estado do Paraná, a 256 km da capital paranaense, Curitiba. Em 15 de novembro de 1951, através da Lei Estadual n° 790, foi criado o município, sendo emancipado de Tibagi e instalado em 14 de dezembro de 1952. O município possui uma área territorial de 2429,564 km² sendo considerado o quarto maior município em área territorial do estado, com uma população estimada em 22 141 habitantes (IBGE/2019).

## Etimologia
De origem geográfica, constituindo em referência a Serra da Ortigueira. Esta denominação substituiu a de Queimadas, que não pode ser mantida por haver município com o mesmo nome no Estado da Bahia. A origem do nome de Ortigueira se dá pela existência em grande quantidade, na região, de plantas conhecidas pelo nome de 'urtiga', as quais tem as folhas cobertas de pelos finos, que, em contato com a pele, podem produzir um ardor irritante.

## História
O atual território de Ortigueira pertenceu ao extinto território da República do Guairá. Portanto, na década de 1620 os jesuítas espanhóis fundaram mais de onze reduções no Guayrá, entre elas Nuestra Señora de la Encarnación, no vale do rio Tibagi, na atual localidade de Natingui. Logo, a partir de 1627, começaram os ataques bandeirantes em busca de indígenas fora das reduções e os indígenas sobreviventes nas reduções restantes (Loreto e San Ignacio Mini), no final de 1631, protagonizaram o Êxodo Guairenho, afastando muitos nativos da região.
A primeira denominação que se deu ao atual município de Ortigueira foi Queimadas. Tudo começou com Adolpho Alves de Souza, Domiciano Cordeiro dos Santos e Marcílio Rodrigues de Almeira no início do século XX. Os três sertanejos procediam da região denominada Socavão, no município de Castro e procuravam um lugar para se estabelecerem. Em busca de solo fértil e farto, partiram sem destino definido rumo a Serra de Ortigueira, então município de Tibagi, e em mente tinham a esperança de encontrarem o local ideal para dar guarida às suas famílias.
Os forasteiros passaram por Castro, Tibagi e depois entraram no sertão desconhecido, em região serrana da margem esquerda do rio Tibagi. Instalaram-se num outeiro chamado Monjolinho e ali formaram um pequeno povoado. Nesta época as cercanias eram habitadas por tribos indígenas, senhores da região desde tempos imemoriais. Quando chegaram em um rio a que denominaram Formigas, os desbravadores se depararam com espesso taquaral, que lhes dificultava o acesso. Não titubearam e atearam fogo no tabocal, que seco, disse chamas numa área de aproximadamente 300 alqueires de terras. Quando a queimada assentou cinzas, os desbravadores ali se estabeleceram e no dia 1º de setembro de 1905 deitaram as primeiras sementes de feijão no chão de terra fofa. O resultado da colheita foi espetacular, a fertilidade do solo era de longe, muito melhor que a esperada. Este fato, aliada à exuberância da paisagem, motivou nossos pioneiros a permanecerem ali.
Não demorou muito e o trio pioneiro disseminou aos quatro cantos os predicados do lugar. Logo outras famílias vieram se juntar a eles. Nasce então a Vila de Queimadas e a procura do lugar continuou. Isidoro da Rocha Pinto se torna o primeiro professor da povoação. Em 9 de abril de 1916 chega Manuel Teixeira Guimarães, que não tardou a se casar com a moça do lugar; em seguida foi a vez de Salvador Donato se estabelecer, dando grande impulso ao progresso de Queimadas.
Em 9 de abril de 1921 Queimadas é elevada à categoria de Distrito Judiciário no município de Tibagi. Nesta ocasião foi empossado como Sub-Delegado de polícia Francisco Barboza de Macedo e o primeiro Juiz de Paz foi Salvador Donato. O Cartório de Paz foi instalado em 9 de novembro de 1921, sendo primeiro Escrivão Tabelião o sr. Manuel Teixeira Guimarães.
Por volta de 1920 foi criada pela comunidade ucraniana a Colônia Caetê, a oeste da sede municipal. Já ao sul da sede, foi formada a partir de 1932 a Colônia Augusta Vitória, com descendentes de alemães que vieram tanto de regiões do Paraná como de Santa Catarina. O governo alemão, por meio do seu cônsul no Paraná, esteve diretamente envolvido na criação da colônia, incentivando a vinda de colonos devido a fatores políticos que ocorriam na Alemanha.
Em 15 de novembro de 1951, pela Lei Estadual nº 790, sancionada pelo governador Bento Munhoz da Rocha Netto, foi criado o município, com denominação alterada para Ortigueira, justa homenagem a Serra da Ortigueira e a Ortigueira na Espanha de onde saíram navegantes e desbravadores que denominaram a serra em homenagem a sua cidade natal em país distante. A instalação se deu em 14 de dezembro de 1952, sendo primeiro prefeito municipal Francisco Sady de Brito.

## Geografia
O município de Ortigueira está localizado na região central do Paraná e pertence a região dos Campos Gerais, sob a latitude 24°12'18"S e longitude 50°56'56"O. Sua sede municipal encontra-se a 760m de altitude, podendo chegar em bairros mais distantes a mais de 800m. O município limita-se ao norte com os municípios de Tamarana, São Jerônimo da Serra e Sapopema; ao sul com os municípios de Reserva, Imbaú e Telêmaco Borba; a leste com o município de Curiúva e a oeste com os municípios de Faxinal, Rosário do Ivaí e Mauá da Serra.
Devido à sua localização (ao sul do Trópico de Capricórnio), no município de Ortigueira o clima subtropical é predominante. No verão, a instabilidade climática ocasionada pela atuação conjunta do calor e da umidade proporcionam tardes quentes, com termômetros registrando valores superiores aos 30°C, e significativa concentração de nuvens de chuva. O outono e a primavera são caracterizadas por estações de transição entre o calor do verão e o clima frio e seco do inverno; nesta época a temperatura é amena, entre 13-24°C. Já o inverno possui o frio intenso da madrugada, com céu claro, e o brilho singelo do sol nas tardes secas. Durante este período a umidade do ar é relativamente mais baixa do que em outras estações do ano; também as temperaturas ficam na casa dos 6-17°C.
O município possui cinco distritos: Lajeado Bonito, Natingui, Monjolinho, Barreiro e Sede. Além de outras localidades rurais, sendo que algumas até possuem aglomerados urbanos, como:  Águas das Pedras, Assentamento Fazenda Brasileira, Bairro dos Franças, Bairro do Basílio, Banhadão, Briolândia, Caetêzinho, Campina dos Pupos, Colônia Augusta Vitória, Espigão Bonito, Faxinal dos Machados, Lajeado Seco, Libertação Camponesa, Palmital, Sapé, Serra dos Mulatos, Vista Alegre.
Em relação aos bairros e vilas da área urbana da sede, Ortigueira conta com: Centro, Conjunto Santa Cecília, Jardim Kovalesk, Jardim Maricel, Jardim Santo Antonio, Jardim Claudia, Jardim Santa Terezinha, Jardim Alvorada, Vila Andradina, Vila da Torre, Vila Diniz, Vila do Rego, Vila Guarapuava, Vila Godoy, Jardim Limeira, Vila Nova, Vila Operaria, Vila Gomes, Gomes 1, Gomes 2, Sales. O município possui ainda duas reservas indígenas no território: Mococa (848 ha.) com 78 habitantes e Queimadas (3.081 ha.) com 336 remanescentes dos índios Caingangues.

### Formação geológica
O município está localizado no segundo planalto paranaense, em uma área de transição para o terceiro planalto, região conhecida como Serra do Cadeado. As serras de Ortigueira são consideradas uma das áreas com a vegetação mais conservada do estado, em virtude do relevo acidentado, que dificultou o uso e ocupação do solo para culturas e criações.. Seu território compreende sobre a estrutura geológica denominada arco de Ponta Grossa. Essa região é composta de inúmeros diques de rochas ígneas básicas.
No município predominam as rochas das formações geológicas Teresina e Rio do Rasto (mais de 60% do território), situadas a noroeste da sede municipal, ocorrendo ainda as formações Serra Alta, Irati, Palermo, Rio Bonito e Itararé a
sudeste da sede municipal, todas elas alinhadas em faixa de afloramento de direção nordeste.
A Serra do Cadeado representa uma sucessão de rochas que abrange desde o Permiano até o Cretáceo. Esta região possui um rico registro paleontológico, composto de plantas, moluscos, principalmente bivalves, ostrácodes e raros insetos, além de uma fauna significativa de tetrápodes aquáticos, sendo o principal o dicinodonte Endothiodon;
Já foram encontrados no município fósseis raros, como uma floresta de licófitas de aproximadamente 290 milhões de anos, fossilizadas e bem preservadas em rochas localizadas às margens da rodovia PR-340. Em Ortigueira, foram identificadas, pelo menos, 165 indivíduos dessas árvores verticalizadas, com raízes ainda fixadas no substrato. De acordo com geólogos que pesquisaram a região, só há registros similares no Rio Grande do Sul e na Patagônia, Argentina.

### Hidrografia
O município é banhado pelo rio Tibagi ao leste de sua extensão, sendo o principal curso d'água da região, pertencendo à bacia deste. Outros rios que cortam Ortigueira são o rio do Peixe, com 20 quilômetros e o rio do Burro com 15 quilômetros, além do Apucarana, Barra Grande, Imbauzinho e Rosário.

### Demografia
No ano de 2000, Ortigueira apresentou 0,6205 de Índice de Desenvolvimento Humano Municipal (IDH-M), o pior do Paraná.
Dados do Censo - 2010
População total: 23.380
- Urbana: 7.529
- Rural: 10.424
- Homens: 9.385
- Mulheres: 8.568

Índice Firjan de Desenvolvimento Municipal (IFDM-2009)0,6243
- IFDM-Emprego e Renda: 0,3664
- IFDM-Saúde: 0,8354
- IFDM-Educação: 0,671

#### Composição étnica
| Etnias   |                          |
| -------- | ------------------------ |
| Branca   | 74,09%                   |
| Parda    | 20,65%                   |
| Negra    | 2,19%                    |
| Amarela  | 0,36%                    |
| Indígena | 2,72%                    |
| Fonte    | IBGE - Censo Demográfico |

Em 2010, segundo dados do censo do IBGE daquele ano, a população residente no município era composta por 17 322 brancos (74,09%); 4 828 pardos (20,65%); 511 pretos (2,19%); 83 amarelos (0,36%); 636 indígenas (2,72%) declarados.

### Religião
Ortigueira apresenta vários seguimentos religiosos, essencialmente cristã. A maior comunidade cristã é a Católica Apostólica Romana. Em 1916, Manoel Teixeira de Guimarães trouxe, do Rio de Janeiro, uma imagem de São Sebastião, do qual era devoto. Em 1918, foi construída a primeira capela do município. Em abril de 1969 foi construída a Paróquia São Sebastião, atual Igreja Matriz, confiada à congregação dos Padres Cavanis no Brasil, sendo que a construção do salão paroquial data dos anos de 1970, de responsabilidade do construtor Arthur Zanon. A paróquia possui uma estátua de São Sebastião, considerado padroeiro de Ortigueira, com dois metros de altura e um pedestal de 2,70 metros.

## Infraestrutura

### Transportes

#### Rodoviário
A principal rodovia que corta o município de Ortigueira é a Rodovia do Café, parte associada da BR-376, que liga Curitiba ao Norte do Paraná (Apucarana). Outra rodovia estadual é a PR-340, trecho entre Ortigueira e Telêmaco Borba (Rodovia Wilson Bueno de Camargo).

#### Ferroviário
O município é cortado pela Estrada de Ferro Central do Paraná, administrada pela Rumo Logística, que liga Apucarana a Ponta Grossa. Há também um ramal ferroviário de 23,5 km, que entrou em operação em 2016, dando acesso ao terminal de cargas e exportação da Klabin, na localidade Campina dos Pupos. A ferrovia foi inaugurada em 1975 e integra a rede ferroviária do Paraná, que tem como principal destino o Porto de Paranaguá.

### Educação
O município de Ortigueira consta com 33 estabelecimentos de educação, sendo 18 municipais, 13 estaduais e dois particulares. A prefeitura responde pela educação em âmbito municipal, cuja implementação das políticas educacionais é de competência da Secretaria Municipal de Educação.
Na rede estadual de ensino o destaque é o Centro Estadual de Educação Profissional Florestal e Agrícola de Ortigueira. Inaugurado em 31 de janeiro de 2020, o colégio público recebe parceria de empresas, com apoio técnico e equipamentos diversos como da Klabin, BrasPine, Tigercat, Plantar, Komatsu, John Deere, Paraná Equipamentos, entre outras. Com uma infraestrutura de abrigar até 800 alunos de todo o Brasil, a escola profissional tem como objetivo formar técnicos principalmente nas áreas agrícolas e florestais. No ano de 2023, a instituição alcançou uma das melhores notas do Índice de Desenvolvimento da Educação Básica (Ideb), para os anos finais do ensino médio, entre os colégios do Núcleo Regional de Telêmaco Borba.

## Política e administração
A administração municipal se dá pelos poderes executivo e legislativo. A atual prefeita é Lourdes Banach (PPS) (2017-2020) e o vice-prefeito é Ademir Frazzato (PV). A sede administrativa do executivo é a prefeitura municipal, localizada na rua São Paulo, no centro da cidade. O poder legislativo é constituído pela câmara municipal de Ortigueira, composta por nove vereadores.
No âmbito do poder judiciário, o município conta com a Comarca, criada pela Lei Estadual nº 8.623 de 8 de dezembro de 1987 e instalada no
dia 4 de novembro de 1988, de acordo com a Portaria nº 1.747/1988, tendo o Sr. Dr. Luiz Setembrino Von Holleben como o 1º Juiz Titular. De entrância inicial compreende, além da sede, os Serviços Distritais de Barreiro, Monjolinho e Natingui. O Foro Judicial é composto de Juízo Único, Juizados Especiais Cível e Criminal e Ofício de Distribuidor, Contador, Partidor, Avaliador e Depositário Público. O Foro Extrajudicial é composto por: Tabelionato de Notas; Tabelionato de Protesto de Títulos; Serviço de Registro de Imóveis; Serviço de Registro Civil das Pessoas Naturais acumulando precariamente o Serviço de Registro de Títulos e Documentos e Civil das Pessoas Jurídicas.

## Economia
A economia do município é baseada na agricultura e na prestação de serviços. No passado o garimpo foi a principal atividade econômica local. Contudo, a prática garimpeira foi sendo substituída pela agricultura, pecuária e apicultura. Atualmente, o município apresenta o maior rebanho bovino do Paraná.
Mais recentemente, na década de 2010, o setor industrial passou a atuar em Ortigueira. O complexo industrial da Unidade Puma da Klabin S.A. na localidade de Campina dos Pupos, zona rural do município, mudou o perfil socioeconômico municipal, atraindo investimentos em infraestrutura, novas empresas e gerando riquezas e arrecadação de impostos.
O município de Ortigueira, com maior parte das áreas florestais com propriedade da Klabin, possuía em 2018 uma área de 93,8 mil hectares dedicados a produção de madeira, tornando-se o sétimo maior município produtor de madeira do Brasil.

### Apicultura
Ortigueira é considerada a "Capital Paranaense do Mel". Em 2010 o IBGE divulgou dados que confirmam a vocação da apicultura no município, sendo o maior produtor de mel do Paraná e o segundo no Brasil, com aproximadamente 10% da produção estadual. O mel característico de Ortigueira ganhou reconhecimento nacional, recebendo o registro de indicação geográfica, com o selo de certificação da denominação de origem.

### Turismo

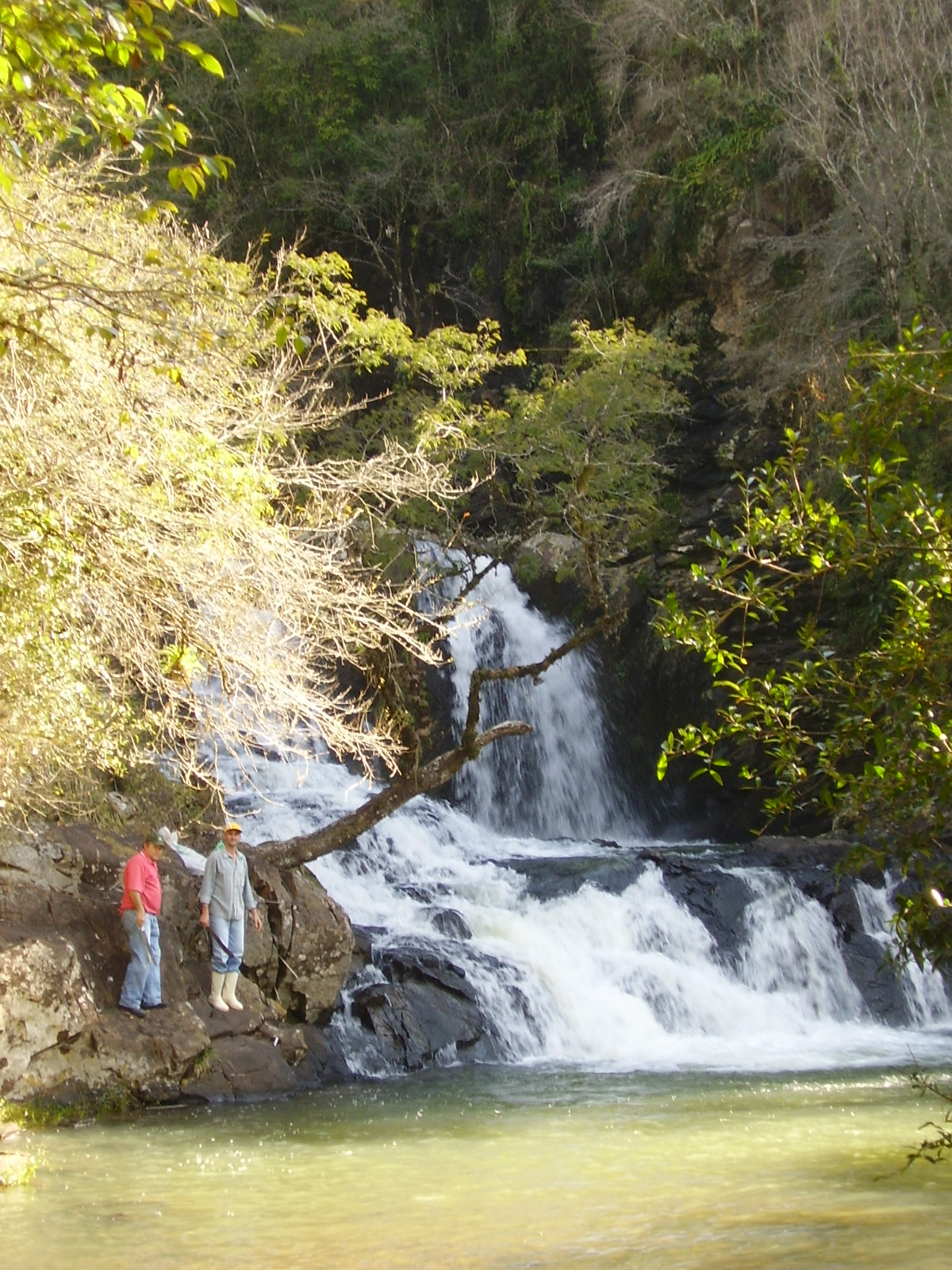
Cachoeira na área rural do município de Ortigueira.

A exploração do município para fins turísticos é recente, tendo se desenvolvido a partir da década de 2010. Muitas localidades formam diferentes destinos que abordam, por exemplo, o turismo religioso, rural e de aventura. É comum visitas aos atrativos naturais, como rios e cachoeiras, cavernas, bem como ao lago da Usina Hidrelétrica Governador Jayme Canet Júnior. Rios como o Tibagi e o Barra Grande são bem frequentados. Outros lugares notórios são a Cachoeira Véu da Noiva, o Salto Dito Gardiano, a Serra Pelada, a Serra do Mulato e a Pedra Branca. O município conta com 17 cachoeiras catalogadas e as serras ao seu entorno são propícias a práticas esportivas como montanhismo, rapel, voo livre e parapente.
Próximo ao reservatório da usina, na estrada entre os distritos de Lajeado Bonito e Natingui, há uma ponte sobre o rio Barra Grande, a robusta obra de arquitetura conta com 374 metros de extensão, com nove vãos centrais medindo 33,6 metros de largura. O local é bastante visitado por pescadores e turistas que praticam a pesca amadora.
Ortigueira apresenta potencial para o turismo espeleológico. Quanto às cavernas, destacam-se a do Turco, desenvolvida em lente carbonática da Formação Teresina; a caverna Coisinha do Zé, Formação Teresina, onde podem ser observados ornamentos diversos e possui potencial turístico em vista das dimensões da caverna e as condições de acesso; a caverna do Zé da Bota, na Formação Rio do Rasto; além das do Capixaba e da Fazenda Carioca.
O município de Ortigueira não conta com aeródromos públicos, sendo atendido pelo Aeroporto de Telêmaco Borba. Os aeroportos regionais mais próximos que contam com voos comerciais regulares são o de Londrina, a 138 km, e o de Ponta Grossa, a 142 km da cidade de Ortigueira.

## Cultura

### Culinária
A base da culinária do município está relacionada com a cultura dos Campos Gerais, envolvendo hábitos de indígenas, mestiços e tropeiros. O prato típico do município de Ortigueira é a costelinha de porco no mel. O prato remete ao ciclo histórico dos porcadeiros que desenvolveram a suinocultura no município, os chamados "tropeiros de porcos", que levavam os animais para Guarapuava, Ponta Grossa e Jaguariaíva, onde produziam a gordura animal e depois revendiam para outros mercados consumidores.
Ortigueira possui um alambique, localizado no bairro Água das Pedras, que produz uma variedade de cachaças tipicamente artesanais que são comercializadas em todo o Brasil. Podem ser encontradas cachaças tradicionais como a ouro e a prata, brancas ou envelhecidas, e cachaças com mel, limão, pimenta, jabuticaba e até açaí. Algumas das cachaças são premiadas por sua qualidade e características. Em 2017 Ortigueira produziu cerca de 60 mil litros de cachaça.

### Eventos e festividades
As festas mais tradicionais no município são as festas religiosas, tanto na cidade como nas comunidades rurais. A Festa do Padroeiro de Ortigueira e a Festa de São Pedro, por exemplo, ocorrem desde a década de 1970. As festas são promovidas pela comunidade católica, que possuem origem no calendário de romarias e devoções aos santos e santas de Portugal. Em 1974, a Festa do Padroeiro foi realizada no dia 20 de janeiro com uma programação que abrangia a missa, torneio de viola, almoço com churrasco, leilão e bingo, barracas com venda de bebidas e alimentos, principalmente de produtos à base de milho: pamonha, curau, bolo; além das novenas que aconteceram de 11 a 19 de janeiro. Já a Festa de São Pedro, é uma comemoração ao copadroeiro municipal, realizada nos meses de junho ou julho.
A comunidade ucraniana da Igreja do Rito Ucraniano Católico (Igreja Greco-Católica Ucraniana) também desenvolve diversas atividades festivas. A principal festa da comunidade é em comemoração ao Padroeiro Cristo Rei, sempre realizada no último domingo do mês de outubro, contando com missa e almoço. Há também eventos evangélicos como as festas promovidas pela Igreja Evangélica Assembleia de Deus.   
Também existem outras festividades, como, por exemplo, a festa com shows e rodeio em comemoração ao aniversário do município no mês de dezembro, que em algumas de suas edições no passado foi chamada de Festa do Boi Verde e atualmente, nos últimos anos, foi denominada de Expo Ortigueira, com feira e exposição agropecuária no centro de eventos.